# Comuna de Buk
Buk (polaco: Gmina Buk) é uma gminy (comuna) na Polónia, na voivodia de Grande Polónia e no condado de Poznański. A sede do condado é a cidade de Buk.
De acordo com os censos de 2004, a comuna tem 11 828 habitantes, com uma densidade 131 hab/km².

## Área
Estende-se por uma área de 90,32 km², incluindo:
- área agricola: 87%
- área florestal: 4%

## Demografia
Dados de 30 de Junho 2004:
|                      | Total   | Total | Mulheres | Mulheres | Homens  | Homens |
| -------------------- | ------- | ----- | -------- | -------- | ------- | ------ |
|                      | pessoas | %     | pessoas  | %        | pessoas | %      |
| População            | 11 828  | 100   | 6074     | 51,4     | 5754    | 48,6   |
| Densidade (pop./km²) | 131     | 100   | 67,2     | 67,2     | 63,7    | 63,7   |

De acordo com dados de 2002, o rendimento médio per capita ascendia a 1537,42 zł.

## Comunas vizinhas
- Dopiewo, Duszniki, Granowo, Opalenica, Stęszew, Tarnowo Podgórne